# Black Coffee (disc jockey)
Black Coffee, pseudonimo di Nkosinathi Innocent Maphumulo (Umlazi, 19 marzo 1976), è un disc jockey e produttore discografico sudafricano.

## Biografia
Black Coffeee ha vinto il suo primo South African Music Award per il miglior album dance nel 2005. Ne ha vinto un altro nel 2010, anno in cui si è portato a casa il titolo di miglior artista maschile per Home Brewed. Ha ricevuto la nomination per l'MTV Europe Music Award al miglior artista Africa, Medio Oriente ed India, nonché per l'MTV Europe Music Award al miglior artista africano. Cinque anni più tardi è stato riconosciuto in quattro categorie ai South African Music Awards, mentre ai BET Awards si è aggiudicato il premio per il Best International Act: Africa, diventando il primo sudafricano a riuscirci nell'impresa.
Gli è stato conferito il Grammy Award al miglior album dance/elettronico alla gala del 2022 per Subconsciously (2021), sesto album in studio.

## Discografia

### Album in studio
- 2005 – Black Coffee
- 2007 – Have Another One
- 2009 – Home Brewed
- 2012 – Africa Rising
- 2015 – Pieces of Me
- 2021 – Subconsciously

### EP
- 2018 – Music Is King

### Singoli
- 2013 – Traveller (feat. Nomsa Mazwai & Black Motion)
- 2015 – We Dance Again (feat. Nakhane Toure)
- 2016 – Come with Me (feat. Mque)
- 2016 – Crazy (feat. Thiwe)
- 2016 – Your Eyes (feat. Shekhinah)
- 2018 – Drive (con David Guetta feat. Delilah Montagu)
- 2018 – Wish You Were Here (feat. Msaki)
- 2019 – LaLaLa (con Usher)
- 2020 – SBCNCSLY (con Sabrina Claudio)
- 2020 – Ready for You (feat. Celeste)
- 2023 – The Rapture Pt. III (con &Me)